# 馬偕醫護管理專科學校
馬偕醫護管理專科學校，（英語：MacKay Junior College of Medicine, Nursing and Management）是一間位於臺灣臺北市北投區及新北市三芝區的專科學校，目前有8個學科。
該校董事會有意與同法人之馬偕醫學大學共同改制或部分合併改制馬偕大學 。2017年7月下旬傳出與馬偕醫學院、真理大學整併消息，2020年前併入，此消息經馬偕醫學院校方證實為誤傳。2023年3月6日北部台灣基督長老教會大會通過馬偕學校財團法人（馬偕醫學院、馬偕護專）與真理大學財團法人董事會合併案並整合教育資源。並設立「法人合併推動小組」，執行往後相關流程與召開會議。

## 沿革
- 1913年，設立馬偕紀念醫院看護婦訓練班。
- 1948年，臺灣戰後時期後，更名為馬偕紀念醫院護士訓練班。
- 1970年，臺北市私立馬偕高級護理職業學校立案創校。
- 1999年，改制為馬偕護理專科學校。
- 2004年，因增加科系更名為馬偕醫護管理專科學校。
- 2017年，改制為馬偕學校財團法人馬偕醫護管理專科學校。

## 歷任校長

### 護校期間
| 任次 | 姓名   | 任期      |
| ---- | ------ | --------- |
| 1    | 張錦文 | 1970-1975 |
| 2    | 蔡秀玉 | 1975-1987 |
| 3    | 彭明聰 | 1988-1993 |
| 4    | 沈宴姿 | 1993-1999 |

### 專校期間
| 任次 | 姓名   | 任期      |
| ---- | ------ | --------- |
| 1    | 沈宴姿 | 1999-2002 |
| 2    | 蘇聰賢 | 2002-2011 |
| 3    | 陳漢湘 | 2011-2019 |
| 4    | 陳裕仁 | 2019-2023 |
| 5    | 蔡承嘉 | 2023-現任 |

## 學院簡介

### 二年制副學士班 （日二專）
- 生命關懷事業科（109學年度停招）

### 五年制副學士班 （日五專）
- 護理科、幼兒保育科、餐飲管理科、應用外語科（109學年度停招）
- 化妝品應用與管理科、視光學科、生命關懷事業科（109學年度新增科）
- 人工智慧暨醫療應用科（110學年度新增科）
- 智慧科技長期照顧科（111學年度新增科）

### 二專在職專班（進修部）
- 視光學科、高齡服務事業科（原:老人照顧科，於105學年度更名，109學年度停招）

## 學生社團
| - 自治性組織 - 學生自治會 - 護理科科學會 - 幼保科科學會 - 應用外語科科學會（停招） - 餐飲管理科科學會 - 化妝品應用與管理科科學會 - 視光科科學會 - 生命關懷科科學會 - 人工智慧科技長期照顧科科學會 - 人工智慧既醫療應用科科學會 | - 服務性社團 - 羽翼團契 - 慈惠社 - 春暉社 - 形象大使社 - 環保社 | - 學術性社團 - - 原住民文化社 - 日語社 - 美食社 - 台灣文化研究社 - 書鄉社 - 馬偕Befree社 | - 學藝性社團 - 動漫社 - 大眾傳播社 - 藝術欣賞社 - 搖滾音樂社 - 管弦樂社 - 合唱團 - 吉他社 | - 體育性社團 - 舞蹈研究社 - 桌球社 - 熱舞社 - 羽球社 - 網球社 - 排球社 - 籃球社 - 滑板社 |

## 交通
- 指南客運：308、756、757、838、892、893
- 淡水客運：682、864、879、淡海線先導公車、紅13、紅22
- 中興巴士：821

## 校友
- 前黑澀會美眉和前黑澀會二軍的成員-玉兔

## 歷年日間部師生比及新生註冊率
- 110學年度日間部學生人數3852，專任老師人數147，日間部師生比26.21（學生數/老師數）。

- 112學年度新生註冊率96.28%。
- 113學年度新生註冊率96.54%。

## 外部連結
- 馬偕醫護管理專科學校 （页面存档备份，存于）